# Bracia Karamazow (film 2007)
Bracia Karamazow (cz. Karamazovi) – film produkcji czesko-polskiej z 2007 roku. Opowiada historię grupy teatralnej wystawiającej sztukę na podstawie powieści Fiodora Dostojewskiego. Akcja obrazuje losy bohaterów książki, ale także – równolegle – przedstawia dramat jednego z pracowników obserwujących spektakl. Film został nakręcony w industrialnej scenerii miasta Hrádek (Czechy), jak również w krakowskiej Nowej Hucie. W Polsce miał prapremierowy pokaz na 10. festiwalu Kino na Granicy w Cieszynie 30 kwietnia 2008 r.

## Obsada
- Ivan Trojan – Fiodor Karamazow
- Igor Chmela – Ivan Karamazow
- Martin Myšička – Alosza Karamazow
- David Novotný – Dimitr Karamazow
- Lenka Krobotová – Gruszeńka
- Michaela Badinková – Katarzyna
- Lucie Žáčková – Lizawieta
- Radek Holub – Smierdiakow
- Roman Luknár – Reżyser
- Andrzej Mastalerz – Stróż
- Jerzy Rogalski – Technik
- Jerzy Bożyk – Pianista